# モハメッド・ファッラ・アイディード

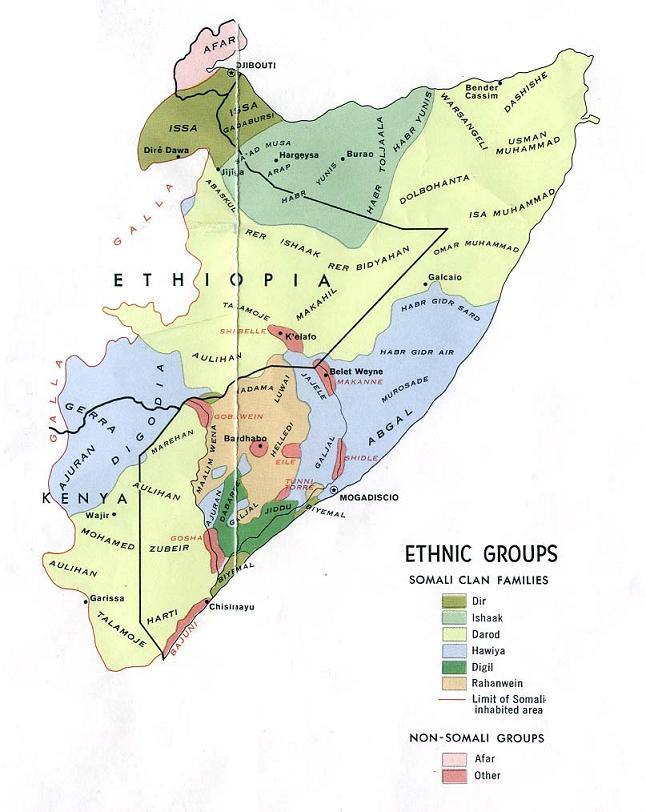
ソマリ族の氏族分布アイディードはハウィエ（水色）出身、第3代大統領バーレはダロッド（黄緑）出身と氏族が異なる。

モハメド・ファラー・ハッサン・アイディード（ソマリ語: Maxamed Faarax Caydiid, アラビア語: محمد فرح عيديد、英語: Mohamed Farrah Aidid、1934年12月15日 - 1996年8月2日）は、ソマリアの軍人、政治家。ソマリア内戦のきっかけをつくった人物の一人。軍閥統一ソマリ会議（USC）の軍事部門トップとなり、1992年、軍事蜂起でソマリア第3代大統領モハメド・シアド・バーレを追放。さらに第4代大統領となったUSCのアリ・マフディ・ムハンマドを追放。介入した国連平和執行部隊に対し、1993年に軍事攻撃を開始。1994年にはアメリカ軍を撤退させ、1995年にはすべての国連平和執行部隊を撤退させた。第5代大統領就任を宣言するが、アメリカ合衆国をはじめとする主要国からの承認が得られず、ソマリア全土を統治することもできなかった。1996年7月末、銃撃で受けた傷が元で死亡。なお「アイディード」は「完璧主義」を意味する一種の通称であり、本名は「モハメド・ファラー」（通称はソマリ族によく見られる風習）。

## 生涯

### 誕生からオガデン戦争まで
ソマリ族は氏族が極めて重要な意味を持ち、氏族が近いほど仲間意識が強い。アイディードは1934年、ハウィエ氏族のハバー・ギディル氏族として、イタリア領ソマリランドのベレトウェインで生まれた。彼はローマおよびモスクワで教育を受け、1950年代、イタリア信託統治領となっていた南部ソマリアで、イタリア植民地警察に勤めた。また、アイディードはソビエト連邦のフルンゼ名称軍事アカデミーで訓練を受けた。
ソマリアは1960年に独立するが、1969年、第2代大統領暗殺と軍のクーデターが起こり、当時ソマリア軍の少将だったモハメド・シアド・バーレが第3代大統領に就いた。アイディードはバーレ新政権に好まれず、後に逮捕されて6年間の牢獄生活を送った。
バーレ大統領は大ソマリア主義を掲げ、隣国エチオピアにあるソマリ族居住地区の分離独立運動を支援した。1977年、ソマリア軍はついにエチオピアソマリ州のオガデンに侵攻し、オガデン戦争が勃発する。
アイディードは釈放され、オガデン戦争で軍人として活躍。なお、当初バーレ政権は共産主義を標榜しており、ソビエト連邦（ソ連）の支援を受けていたが、ソ連はオガデン戦争でエチオピアを支援したため、1980年代にバーレ政権はアメリカ寄りに政策を転換している。ソマリアは結局オガデン地方を制圧できず、オガデン戦争は失敗に終わった。
オガデン戦争後、アイディードはバーレ政権でインド大使などの要職に就き、後に情報機関の長官となった。

### バーレ大統領追放
ソマリアはオガデン戦争で破れ、旱魃などの天災も重なった。さらにバーレ大統領は「大ソマリア主義」を事実上撤回、自分の氏族であるダロッドを優遇するようになり、反対派を逮捕し始めた。そのため、以前からあった氏族同士の対立が鮮明になってしまった。各氏族の集まりは次第に軍閥へと変わっていった。
1989年、アイディードの属する氏族ハウィエは、軍閥統一ソマリ会議（USC）を設立し、アイディードはUSC軍事部門のトップに立った。
バーレ政権末期、バーレ大統領は反抗する各氏族を力で制圧しようとし、各地に軍を送った。そのため、ハウィエをはじめとするソマリアの各氏族は次々と武装蜂起し、バーレ大統領の統治が及ぶのは事実上首都モガディシュ周辺だけとなった。1991年12月、アイディードはUSC軍を率いてモガディシュに侵攻し、翌1992年1月にバーレ大統領はモガディシュから逃亡した。これらの過程はソマリア革命とも呼ばれるが、ソマリア内戦の始まりでもあった。

### 国連の仲介
首都モガディシュを制圧したUSCは、議長のアリ・マフディ・ムハンマドをソマリア暫定大統領とした。1992年3月3日、首都モガディシュ付近の主要軍閥は停戦合意し、国連監視団の受け入れを決めた。一方、アイディードは以前からUSC議長のアリの言うことを聞かないことが多かったが、バーレ追放後に対立が鮮明化した。アリはハウィエのアブガール支族であり、一方アイディードは別の支族ハバー・ギディルに属していた。アイディードは1992年6月に新たな軍閥ソマリ国民同盟（SNA）を作った（ただし、以後もUSCとSNAの区別は曖昧であり「USC/SNA」と一纏めにされることも多い）。
国連は1992年7月から、第一次国際連合ソマリア活動に基づき、軍事部隊の展開を始めた。しかし、アイディードとアリの対立を始めとして、ソマリア国内の抗争は止まることがなかった。12月、アメリカは「希望回復作戦」を開始、21カ国の連合軍が統一タスクフォース（UNITAF）としてソマリアに進出。アイディードとアリを仲介し、和解合意まで漕ぎつけた。
1993年3月15-28日、ソマリア国家再融和会議が開催され、アイディードを始めとする軍閥のトップが集まって、停戦に関するアディス・アババ合意が行われた。
一方国連は当時の事務総長ブトロス・ブトロス＝ガーリの国際連合安全保障理事会への報告書がきっかけとなり、1993年3月26日に国際連合安全保障理事会決議814を決議し、UNOSOM Iを改変した第二次国際連合ソマリア活動（UNOSOM II）を計画、28カ国から兵力を集めて、兵2万2千と後方支援8千の合計3万人を投入した。

### 国連調停への抵抗
1993年6月5日、停戦合意に基づく武装解除の過程で、パキスタン兵24人が殺害された。国連安保理はこの事件を引き起こした「責任者」（具体名は提示せず）を逮捕するとする国際連合安全保障理事会決議837を全会一致で可決し、12日後に国連事務総長特別代表ジョナサン・ハウ（元アメリカ海軍提督）がアイディード逮捕に2万5千ドルの報奨金を出した。7月、UNOSOM IIもアイディードに逮捕状を出した。
1993年10月3日、アメリカ軍はアイディードの部下を逮捕するための作戦を開始するが、アメリカ軍が使用したヘリコプターMH-60 ブラックホークの撃墜をきっかけに18名の兵士が死亡した（モガディシュの戦闘）。アメリカ合衆国はこの事件を契機に、ソマリアからの全面撤退を検討。
1994年3月、アイディードとアリ大統領が一旦は停戦合意。11月にUNOSOM IIの終了が決定され、1995年3月に撤退。
その後、アイディードの軍閥SNAからオスマン・アリ・アトの一派が分裂し、アリ元大統領の勢力に合流した。

### ソマリア大統領
アイディードは1995年6月、ソマリア大統領就任を宣言する。しかしながら、アイディード政権は国際社会からは認められなかった。しかも、ソマリアに割拠する軍閥に対する影響力はほとんどなく、首都モガディシュの支配でさえ完全ではなかった。とりわけアリ元大統領と支配力を争うことになった。
アイディードは1996年7月末、対立派との抗争の中で、銃弾を受けて1週間経たずに死亡した。8月2日に埋葬された。

## その後の政権
アイディード三男のフセイン・ファラ・アイディードは、16歳の時に母親と共にアメリカに移住していた。彼はアメリカ海兵隊に入隊し、アメリカに帰化していたが、父アイディードの大統領就任宣言に合わせてソマリアに帰国。父の死後にSNA及びソマリア大統領の地位を継いだ。ただし、国際的には大統領就任を認められることはなく、ソマリアはすでに完全に分裂して内戦状態となっていた。